# Pontechianale
Pontechianale es una localidad y comune italiana de la provincia de Cuneo, región de Piamonte, con 202 habitantes.

## Evolución demográfica
| Gráfica de evolución demográfica de Pontechianale entre 1861 y 2001 |
|                                                                     |
| Fuente ISTAT - elaboración gráfica de Wikipedia                     |